# Hochrechnung
Eine Hochrechnung ist eine geschätzte Extrapolation eines Gesamtergebnisses aus einem Teilergebnis. Sie wird angewendet, wenn noch nicht alle Informationen für das Gesamtergebnis vorliegen, die Informationsmenge zu groß ist, um sie mit angemessenem Aufwand zu bewältigen, oder eine Vollerhebung gar nicht möglich ist. Um eine möglichst präzise Hochrechnung zu erhalten, muss das verwendete Teilergebnis alle denkbaren Aspekte berücksichtigen und hierbei zahlenmäßig groß genug sein. Man spricht dann von einem repräsentativen Sample bzw. von einer Stichprobe.

## Beispiele
- Bei Wahlen versuchen Wahlforschungsinstitute aus ersten Wahlergebnissen das Endergebnis vorherzusagen. Hierfür werden z. B. die Ergebnisse aus bereits ausgezählten Stimmbezirken mit den Ergebnissen aus der vorherigen Wahl in diesen Stimmbezirken und deren Abweichung zum damaligen Gesamtendergebnis verglichen. Wenn erst wenige Wahlkreise ausgezählt sind, fließen in die Hochrechnung auch die Ergebnisse der Nachwahlbefragung ein. Von der Wahlhochrechnung abzugrenzen ist die Wahlprognose, die sich hauptsächlich auf die Befragung von Wählern nach der Stimmabgabe in einzelnen, meist besonders repräsentativen Wahlkreisen stützt, deren Ergebnisse bei der vorangegangenen Wahl besonders nahe am amtlichen Endergebnis lagen (Nachwahlbefragung oder Exit Poll). Dabei werden die befragten Personen nach ihrer Wahlentscheidung, aber auch nach sozialstrukturellen Merkmalen wie beispielsweise Alter, Geschlecht, Konfession, Schulabschluss oder Berufsgruppe befragt, um einen möglichst charakteristischen Querschnitt der Gesamtbevölkerung zu erhalten. Daher kann eine Prognose im Gegensatz zur Hochrechnung bereits bei Schließung der Wahllokale (in Deutschland meist um 18 Uhr) veröffentlicht werden, also noch bevor irgendwelche Stimmen ausgezählt wurden.

Andere Beispiele für die Anwendung einer Hochrechnung sind als Grundlage
- die Teil-Auszählungen der Bestandteile des Blutes zur Diagnose-Unterstützung oder
- der Auszählungen unterschiedlicher Bereiche unserer oder einer fremden Galaxie zur überschläglichen Bestimmung der Gesamtzahl der sie bildenden Sterne.

## Gebundene und freie Hochrechnung
Freie Hochrechnung: Nach allgemeinem und klassischem Verständnis sind Hochrechnungen Dreisatzaufgaben. Beispiel: 10 befragte Schüler hatten ein Gesamttaschengeld (Summe über alle 10) von 100 Euro. Wie viel Gesamttaschengeld hat die gesamte Klasse von 30 Schülern? Hier werden als Schätzfunktionen für ein Merkmal X (z. B. für den Totalwert) betrachtet. Es wurden dabei nur die beobachteten Merkmalswerte, der Stichprobenumfang (evtl. in Schichten getrennt) und der Umfang der Gesamtheit (evtl. in Schichten getrennt) verwendet.
Gebundene Hochrechnung: Bei der gebundenen Hochrechnung werden Vorinformationen genutzt. Verwendet man externe Informationen, spricht man auch von gebundener Hochrechnung (engl. using auxiliary information at the estimation stage).
Beispiel: In Belgien wurden sämtliche Schweinehofbesitzer befragt, wie viel Schweine sie besitzen. Zusätzlich wurde bei einer Stichprobe von 100 Höfen die Anzahl kontrolliert. Es war davon auszugehen, dass die Bauern systematisch zu wenig angaben. Aus dem Unterschied, der bei den Stichprobenhöfen per Befragung und Kontrolle gemessen wurde, ließ sich für die Gesamtheit aller Höfe eine verbesserte Schätzung ableiten. (Quelle: Heinrich Strecker: Moderne Methoden in der Agrarstatistik. 1957.)
Historisch hat man hier Differenzenschätzer (variabel im Y-Achsenabschnitt) und Verhältnisschätzer (variabel in der Steigung) verwendet. Heute benutzt man Regressionsschätzer, die beide Eigenschaften vereinigen. Bei kleinen Stichproben sind Regressionsschätzer jedoch anfälliger gegenüber Ausreißern.